# Bora Milutinović
Pour les articles homonymes, voir Milutinović.
Velibor Milutinović, plus connu sous le nom de Bora Milutinović (en serbe : Велибор « Бора » Милутиновић), né le 7 septembre 1944 à Bajina Bašta en Serbie, est un ancien joueur serbe de football devenu entraîneur.
Il est le frère de Milos.
En tant que joueur, Milutinović a joué pour huit clubs différents, dont trois en Yougoslavie et trois en France. Il termine sa carrière au Mexique, aux Pumas UNAM, où il rencontre sa femme, ce qui lui permet d'acquérir la nationalité mexicaine.
Au cours de sa carrière d'entraîneur, Bora Milutinović a dirigé de nombreuses sélections nationales à travers le monde et a participé à plusieurs centaines de matchs internationaux.
Milutinović est le seul entraîneur à avoir qualifié quatre pays différents pour une phase finale de coupe du monde et à avoir dirigé cinq équipes différentes en coupe du monde (le Mexique en 1986, le Costa Rica en 1990, les États-Unis en 1994, le Nigeria en 1998 et la Chine en 2002). En pratique, Milutinović a qualifié pour la coupe du monde toutes les équipes nationales qu’il a dirigées dans ce but, ce qui a fait dire à Franz Beckenbauer qu’il avait sa place parmi les trois meilleurs entraîneurs de tous les temps.

## Biographie

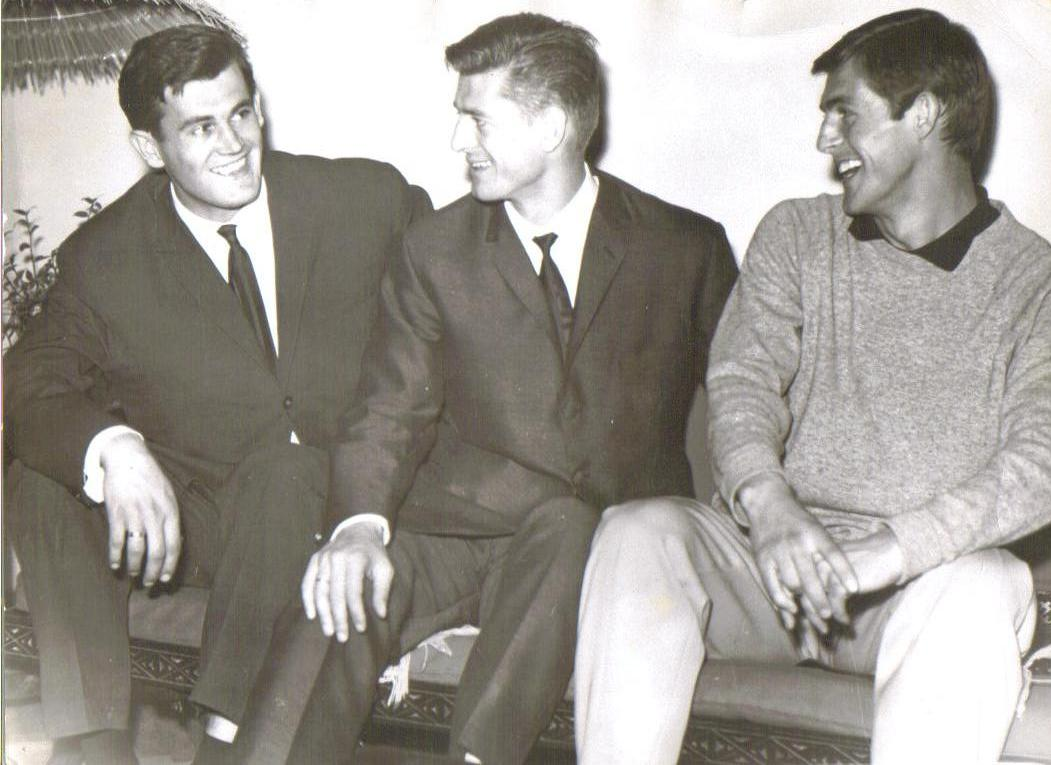
Les frères Milutinović : Milorad, Miloš et Bora.

### Joueur
Bora Milutinović commence sa carrière au OFK de Belgrade. Sa carrière de footballeur décolle vraiment lorsqu'il rejoint le Partizan Belgrade en 1960 où il marque les esprits durant son passage de quatre ans dans le club serbe.
Il fait ensuite escale en terre suisse durant la saison 1966-1967, avant de s'envoler pour le pays voisin qui est la France, et ainsi rejoindre le club princier de l'AS Monaco où il joue 47 matchs dans lesquels il inscrit trois buts durant deux saisons.
Il passe en 1969 dans le club de Division 2 de l'OGC Nice avec lequel il réussit à décrocher en 1970 la promotion en Ligue 1 dès sa première saison, ainsi que le Trophée des champions.
Il joue encore une saison avec le club de la Côte d'Azur, avant de repartir en Division 2 pour rejoindre le club de Rouen. Il joue sa dernière saison en France dans ce club, avant de partir au Mexique dans le club des Pumas, où il termine sa carrière de joueur de football, avant de se lancer dans le même club en 1977 dans le métier d'entraîneur.

### Entraîneur
En 1977 il met un terme à sa carrière de joueur au Pumas pour en devenir l'entraîneur. Sous sa direction le club mexicain remporte la Coupe des champions de la CONCACAF 1980. Il quitte le club en 1983. Peu de temps après, il est nommé sélectionneur du Mexique. En 1986, le pays accueille la Coupe du monde et il mène l'équipe jusqu'en quart de finale (défaite contre la R.F.A.).
En 1987 il dirige le club argentin de San Lorenzo pendant huit matchs avec un bilan positif : 4 victoires et 4 nuls. Il devient ensuite entraîneur de l'Udinese pour la saison 1987-1988. Le club termine à la dixième place de la Serie B. Il prend alors du recul et deux mois avant la Coupe du monde 1990 il est nommé sélectionneur du Costa Rica. Il parvient à hisser son équipe jusqu'en huitième de finale (défaite contre le Brésil).
En 1991 il est nommé sélectionneur des États-Unis dont le pays organise la Coupe du monde 1994. Les États-Unis remportent la Gold Cup 1991 puis terminent troisième de la Coupe des confédérations 1992. En 1993, les États-Unis s'inclinent en finale de la Gold Cup contre le Mexique. Lors de la Coupe du monde 1994, les États-Unis franchissent le premier tour et sont éliminés en huitième de finale par le Brésil, futur vainqueur de la compétition. Milutinović y gagne le surnom de « Miracle worker ». Il quitte la sélection des États-Unis en 1995 pour rejoindre celle du Mexique. Il les qualifie pour la Coupe du monde 1998 mais est remercié en 1997 à quelques mois de la Coupe du monde. Il s'engage alors avec le Nigeria qu'il mène en huitième de finale de la Coupe du monde 1998 (défaite contre le Danemark).
Après la Coupe du monde il devient entraîneur des New York MetroStars. Terminant sixième de la conférence Est, le club ne se qualifie pas pour la phase finale et il est limogé. En l'an 2000, il devient sélectionneur de la Chine qu'il qualifie pour la Coupe du monde 2002. Pour sa première participation à ce niveau son équipe est éliminée au premier tour. En 2003, il devient sélectionneur du Honduras mais quitte son poste en 2004. Il dirige ensuite le club qatari d'Al-Saad jusqu'en 2005.
En juin 2006, il est nommé directeur technique de l'Entente Sannois Saint-Gratien, club de National français, dont il connaît le président Luc Dayan,. La collaboration semble n'avoir duré que quelques mois[réf. nécessaire].
Le 16 novembre 2006, il est nommé sélectionneur de la Jamaïque. Sous sa direction, la sélection olympique remporte la Lunar New Year Cup 2007. Il est licencié de son poste le 9 novembre 2007 après une série de six défaites consécutives.  Le 8 avril 2009, il devient sélectionneur de l'Irak qui est éliminée au premier tour de la Coupe des confédérations 2009.

## Carrière

### Joueur
- OFK Belgrade (1959-1960)
- Partizan Belgrade (1960-1966)
- OFK Belgrade (1965-1966) prêt
- FC Winterthur (1966-1967)
- AS Monaco (1967-1969)
- OGC Nice (1969-1971)
- FC Rouen (1971-1972)
- Pumas UNAM (1972-1977)

### Entraîneur
- Pumas UNAM (1977-1983)
- Sélection nationale du Mexique A (1983-1986)
- San Lorenzo (1987)
- Udinese Calcio (1987)
- Tiburones Rojos Veracruz (1988)
- Estudiantes Tecos (1988-1989)
- Sélection nationale du Costa Rica A (1990)
- Sélection nationale  des États-Unis A (1991-1995)
- Sélection nationale du Mexique A (1995-1997)
- Sélection nationale du Nigeria A (1997-1998)
- MetroStars (1998-1999)
- Sélection nationale de Chine A (2000-2002)
- Sélection nationale du Honduras A (2003-2004)
- Al Sadd Doha (2004-2005)
- Sélection nationale de Jamaïque A (02/2007-11/2007)
- Sélection nationale d'Irak A (2009)

#### Statistiques d'entraîneur
| Compétition                  | Matchs  | Pts     | V       | N       | D       | Bp      | Bc      |
| En club                      | En club | En club | En club | En club | En club | En club | En club |
| ---------------------------- | ------- | ------- | ------- | ------- | ------- | ------- | ------- |
| Major League Soccer Cup      | 2       | (1)     | 0       | 1       | 1       | 4       | 6       |
| Major League Soccer          | 36      | 21      | 4       | 9       | 23      | 35      | 75      |
| Coppa Italia                 | 5       | (4)     | 1       | 1       | 3       | 4       | 6       |
| Serie B                      | 38      | 50      | 12      | 14      | 12      | 37      | 35      |
| Q-League                     | 31      | 37      | 10      | 7       | 14      | 41      | 42      |
| Primera División de Mexico   | ?       | ?       | ?       | ?       | ?       | ?       | ?       |
| Copa Mexico                  | ?       | ?       | ?       | ?       | ?       | ?       | ?       |
| En sélection                 |         |         |         |         |         |         |         |
| Copa América                 | 13      | (14)    | 3       | 5       | 5       | 16      | 19      |
| Coupe des confédérations     | 6       | (5)     | 1       | 2       | 3       | 8       | 7       |
| Coupe du monde               | 16      | (21)    | 6       | 3       | 7       | 15      | 24      |
| Coupe intercontinentale      | 2       | (3)     | 1       | 0       | 1       | 5       | 5       |
| Éliminatoires Coupe du monde | 26      | (55)    | 16      | 7       | 3       | 56      | 16      |
| Gold Cup                     | 14      | (37)    | 12      | 1       | 1       | 24      | 8       |
| Rencontres amicales          | 203     | (274)   | 69      | 67      | 67      | 256     | 233     |
| Total                        | 392     | (522)   | 135     | 117     | 140     | 501     | 476     |

Entre parenthèses points fictifs puisque la compétition est en élimination directe.